# 威廉·波特
威廉·波特（英語：William Porter，1926年3月24日—2000年3月10日），美国男子田径运动员，主攻跨栏。他曾代表美国参加1948年夏季奥林匹克运动会田径比赛，获得男子110米栏金牌。